# Uwrieryzm
Uwrieryzm (fr. ouvriérisme, od ouvrier – robotnik) – pogląd wywodzący się z syndykalizmu, podkreślający konieczność niezależnej walki klasy robotniczej o emancypację. Jego początki wywodzą się ze sprzeciwu robotników i związków zawodowych wobec podporządkowania ich partiom komunistycznym. Sprzeciw ten wynikał z utożsamianiem partii komunistycznej z klasą polityczną, która zdaniem uwrierystów nie będzie dążyć do poprawy położenia robotników.
Uwrieryzm odrzuca pomoc płynącą dla robotników ze strony zarówno arystokracji jak inteligencji czy chłopstwa. Uwrieryści uważają, że klasy społeczne powinny być jak najbardziej odizolowane. Uwrieryzm ponadto postrzega proletariat nie jako masę, lecz jako zbiór niezależnych jednostek. Każdy proletariusz powinien czuć swoją wyjątkowość i odrębność, stąd nie powinno się według uwrierystów, nawoływać do solidaryzmu społecznego, który ogranicza siłę proletariatu.
Jednym z czołowych przedstawicieli uwrieryzmu był Henri Tolain. Gdy wewnątrz Pierwszej Międzynarodówki debatowano nad składem delegacji na jej pierwszy kongres w Genewie w 1866 roku, Tolain miał się sprzeciwić delegowania nań Karla Marxa, który reprezentował inteligencję, nie proletariat. Jednak sprzeciw Tolaina został odrzucony. Tolain był krytykowany za aktywną działalność polityczną na rzecz robotników (był deputowanym a później senatorem we francuskim parlamencie), która według uwrierystów, jest ingerowaniem w sprawy robotników, czemu się sprzeciwiali.
Kolejnym przedstawicielem nurtu był Fernand Pelloutier, który opowiadał się za anarchosyndykalizmem. Możliwość emancypacji proletariatu postrzegał on w strajku generalnym, który miał przyczynić się do powstania anarchokomunizmu.